# Maashorst (natuurgebied)

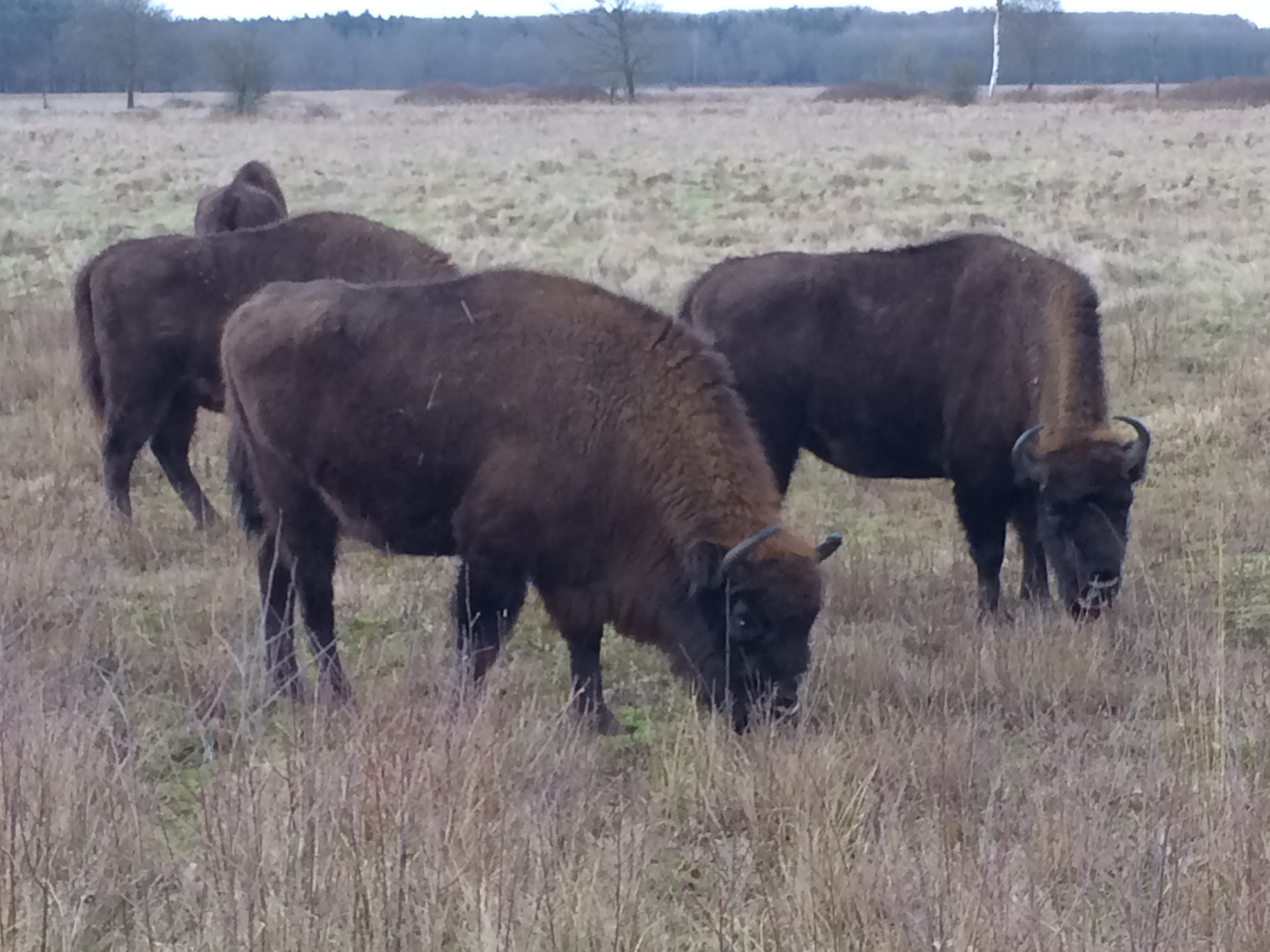
Wisenten in Maashorst, 2017

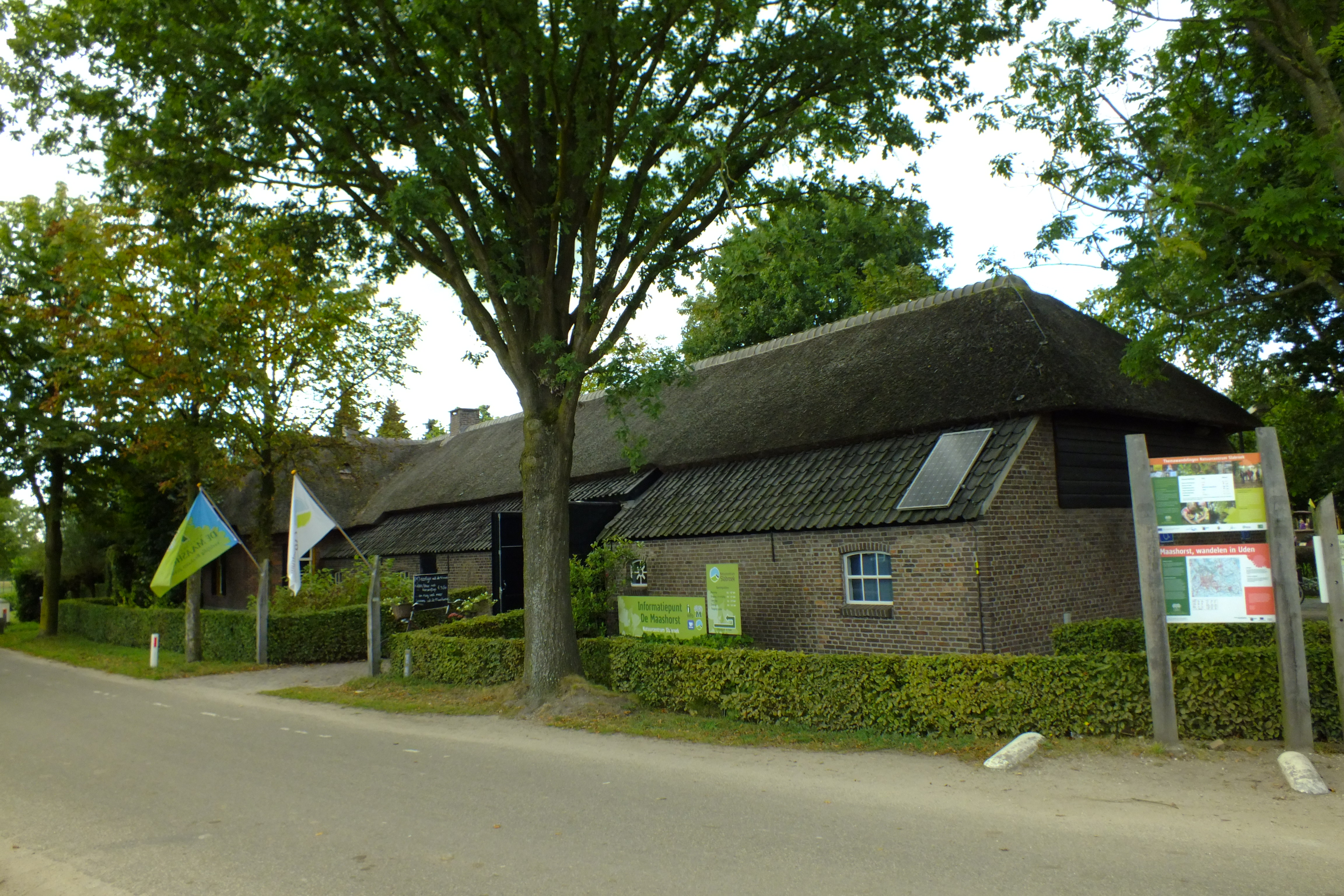
Bezoekerscentrum in Slabroek

Natuurgebied Maashorst is een 2400 hectare groot min of meer aaneengesloten landschapspark dat zich uitstrekt over het gebied van de gelijknamige gemeente (met de plaatsen Schaijk, Uden en Zeeland) en de gemeenten  Bernheze (met de plaatsen Nistelrode en Heesch) en Oss. Een bezoekerscentrum bevindt zich bij de buurtschap Slabroek bij Nistelrode.
Het hoogste punt van de Maashorst bevindt zich met 23,1 meter op de Slabroekse Bergen.

## Landschapstypen
Het landschapspark bestaat uit een aantal verschillende landschapstypen: naaldbos, vaak op vastgelegd stuifzand, een viertal verspreide heidevelden (samen zo’n 200 ha groot), enkele vennetjes, modern landbouwgebied, ouderwets boerenland met akkers, natte graslandjes en houtwallen.
Het idee om hier een aaneengesloten natuurgebied te stichten ontstond in de jaren 1960. Een aaneengesloten natuurgebied geeft meer mogelijkheden verdroging te bestrijden, kan een rustgebied en aaneengesloten leefgebied voor de fauna zijn en is aantrekkelijker voor recreanten.
Staatsbosbeheer beheert 569 ha van het natuurgebied. De kern hiervan wordt gevormd door de Schaijkse Heide, een droog heidegebied dat in de jaren 1930 grotendeels met naaldbos is beplant. Daar hebben ook een aantal landbouwontginningen plaatsgevonden. Een aantal andere bosgebieden, zoals Slabroek en Udenoord sluit daarbij aan en vormt samen een hoefijzerachtig, min of meer aaneengesloten gebied. Het hart van het gebied wordt gevormd door een schaars bewoond vrij open landbouwgebied zonder doorgaande verharde wegen. Staatsbosbeheer heeft hier al veel grond verworven om er voor te zorgen dat het gebied een rustige en recreatief aantrekkelijke natuurzone blijft. Hier ligt onder andere begrazingsgebied de Brobbelbies, waar voedselrijke bodems werden verschraald en het bos door kap en herplant met loofhout meer afwisseling krijgt.

## Versnippering en ecoducten
Het landschapspark wordt doorsneden door de autowegen A50 en N324. Deze vormen barrières tussen de 450 ha grote Herpse Bossen en de Maashorst, maar ook de Trentse Bossen, de Bedafse Bergen en een bosgebied tussen Heesch en Nistelrode hebben ernstig last van de versnipperende werking van autowegen. De aanleg van de ecoducten Herperduin en Maashorst is een maatregel om  die belemmeringen enigszins te compenseren door een ecologische verbindingszone te creëren. De uitgestrekte Reekse Heide (465 ha) ligt nog geïsoleerd van de rest van het gebied. 
In het hart van de Maashorst werd na 2015 door de aankoop van 180 hectare aan landbouwgronden in opdracht van de provincie Noord-Brabant een groot aaneengesloten leefgebied voor grote grazers gerealiseerd.

## Geologie
De naam Maashorst is gekozen vanwege het feit dat de Maas hier ongeveer 125.000 jaar geleden stroomde. Door allerlei geologische processen is de loop van de Maas in steeds oostelijker richting geschoven, mede door stijging van de Peelhorst en daling van de Slenk van Venlo, waar de Maas tegenwoordig door stroomt. De Maas heeft in het landschapspark veel grind en keien afgezet.
Aan de westelijke rand van het gebied loopt de Peelrandbreuk met parallel daaraan nog een tweede storing. Deze breuken veroorzaken zones waar plaatselijk zware kwel, ofwel wijst, optreedt. Loodrecht op de breuk stromen enkele beken in zuidwestelijke richting, zoals de Kleinwijkse Loop, de Grote Wetering, de Menselse Loop en de Kraaivenloop.

## Dierenwereld
De rugstreeppad en heikikker komen voor in het dal van de Kraaivenloop. Er zijn veel dassenburchten, terwijl de nachtzwaluw, boomleeuwerik en geelgors in de halfopen gebieden voorkomen en de wespendief, havik, boomvalk, ransuil, zwarte specht en kruisbek in de bossen te vinden zijn.

### Grote grazers
Het natuurgebied wordt deels open gehouden en verrijkt door beheer met grote grazers. Vanaf maart 2016 wordt het gebied begraasd door wisenten, taurossen en exmoorpony's. In 2017 leefden deze dieren in een 200 ha groot 'wengebied'. Hierna is het de bedoeling dat ze uit zullen zwermen over het 1500 ha grote begrazingsgebied. De toekomstplanning is om rond 2050, op een enclave rond het gehucht Slabroek na, een zodanig aaneengesloten gebied te hebben gevormd dat het als één geheel kan worden ingerasterd. Het kan dan als leefgebied gaan dienen voor nog meer soorten grazers. 
Na een incident in 2019 waarbij twee voetgangers werden aangevallen door de taurossen zijn die dieren uit dit gebied verwijderd. Er volgde discussie over het plaatsen van wilde dieren in de delen van het gebied die ook voor recreanten zijn opengesteld.

## Recreatie
Er is een aantal wandelingen in het natuurgebied uitgezet. De meeste vertrekken vanuit het Bezoekerscentrum Slabroek. Het gebied wordt doorkruist door veel fietspaden, zoals het 'Slingerpad' op het grondgebied van de voormalige gemeente Uden. Rond het natuurrijke kerngebied bevindt zich een schil met recreatiebedrijven. Inclusief deze schil beslaat de oppervlakte van het gebied circa 40 km².